# 哥伦比亚 (美国)

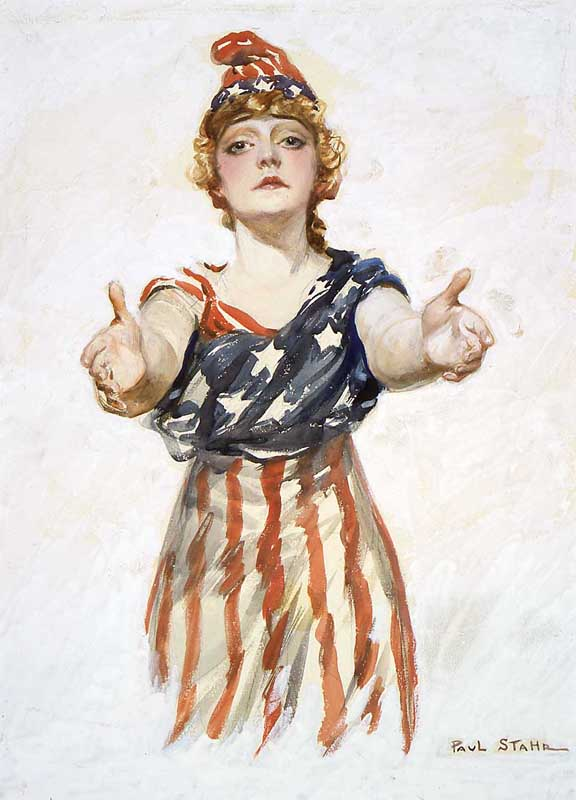
1917年美國愛國明信片中頭戴弗里吉亚无边便帽、身披美國國旗的的哥倫比亞形象

哥倫比亞（英語：Columbia，/kəˈlʌmbiə/；kə-LUM-bee-ə），又稱為哥倫比亞女士（Lady Columbia）或哥倫比亞小姐（Miss Columbia），是美國的女性國家擬人化象徵。該名稱也曾是美洲和新大陸的歷史稱呼。這一象徵意涵衍生出許多與美國相關的地名、事物、機構與企業名稱，例如哥倫比亞特區、南卡羅來納州哥倫比亞市、哥倫比亞大學、《哥伦比亚万岁》、哥倫比亞號與哥倫比亞河等。
隨著1886年建立的自由女神像（正式名稱為「照亮世界的自由」（Liberty Enlightening the World））形象的興起，到約1920年左右，哥倫比亞擬人形象逐漸被取代，自由女神成為美國的女性象徵。不過，自由女神也被視為哥倫比亞的另一種展現形式，亦即自由女神擬人化的一種再現。她同時也是好萊塢電影公司哥倫比亞電影公司標誌的核心圖像。
「哥倫比亞」一詞是一個新拉丁語地名術語，自18世紀30年代起用以指代日後構成美國十三殖民地的地區。該名稱源自熱那亞探險家克里斯多福·哥倫布的名字，以及拉丁語中常用於國名的詞尾「-ia」，類似於不列顛尼亞（Britannia）、西蘭蒂亞（Zealandia）日耳曼尼亞（Germania）等。

## “哥伦比亚”还是“合众国”

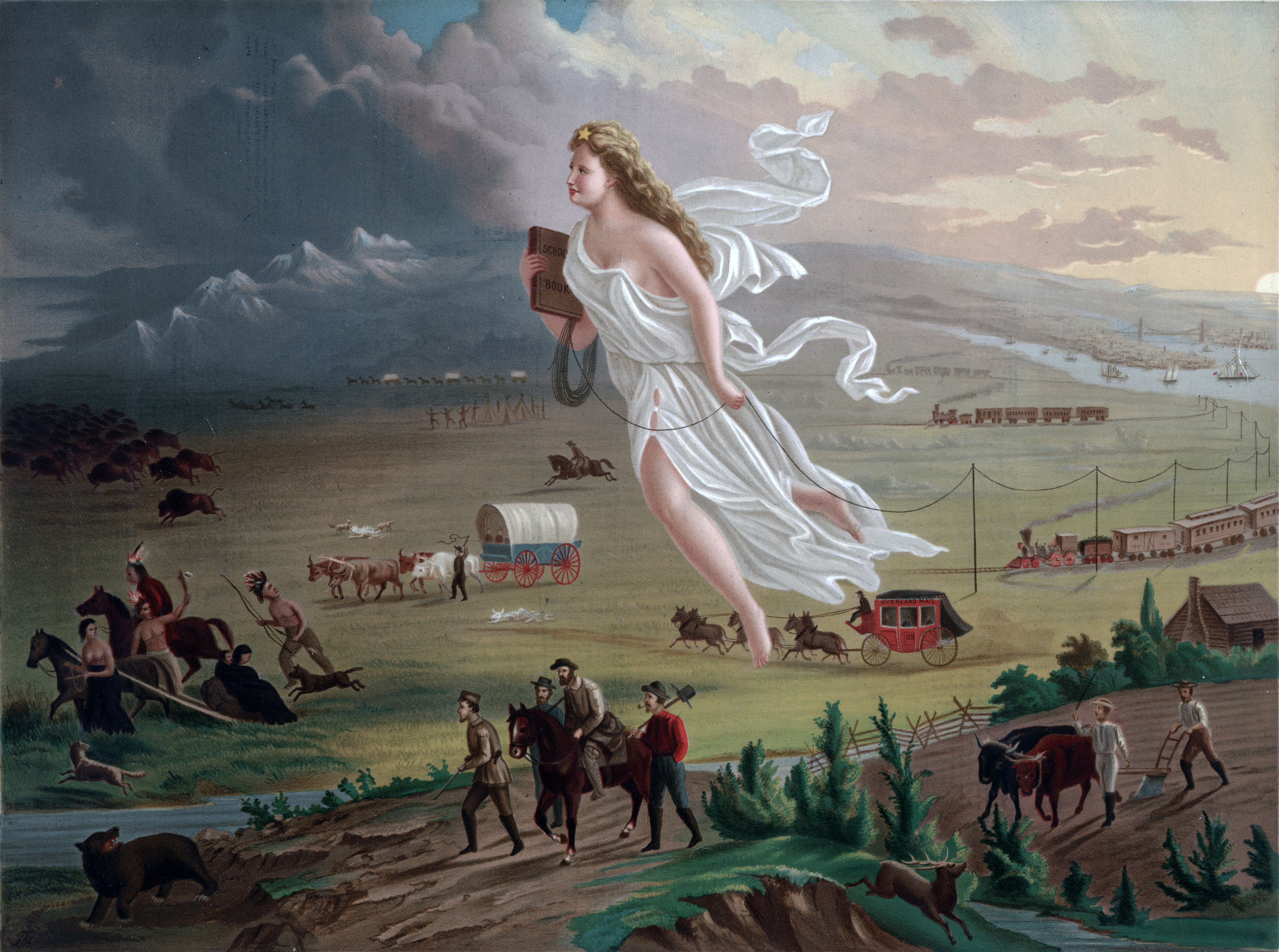
在北美殖民的欧洲人自认为受昭昭天命而扩张，画中的女神被很多人认为是哥伦比亚

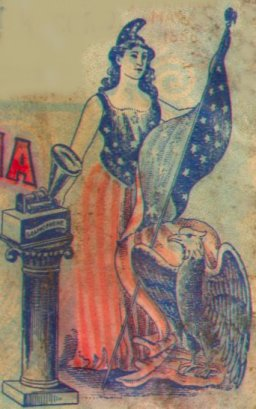
19世纪晚期的哥伦比亚的形象

“哥伦比亚”是今天的美国的第一个有诗意的并被普遍接受的名称。在1776年美国独立战争之前就被使用，但从20世纪初期开始使用得日渐稀少。但今天在北美仍然有许多以哥伦比亚命名的事物。
在18世纪之前，北美的英国殖民地出于政治原因，并不把西班牙航海家哥伦布視为发现美洲的英雄。但美国成立之初开始把哥伦布视为奠定美洲的英雄，并把自己的国家叫做哥伦比亚。在美国独立宣言把美国命名为“美利坚合众国”之后依然有人认为“合众国”名字拗口，没有诗意。最有可能改名的时机是1787年的制宪会议，而当时最主张改名的托马斯·杰斐逊和本傑明·富蘭克林一个年老低调，另一个人在法国，国名终于没有修改。但哥伦比亚这个名字很受欢迎，成了美国许多地名。
哥伦比亚也和山姆大叔一样，是美国的拟人化象征。但哥伦比亚是女性形象。哥伦比亚作为美国的代表直到20世纪初还在被使用。

## 美國以之命名的事物
以下这些美国、加拿大的事物的名称来自美国的别名哥伦比亚：
- 哥倫比亞河：美国的一条河流
- 不列颠哥伦比亚：加拿大的一个省
- 华盛顿哥伦比亚特区：美国首都
- 哥伦比亚山、哥伦比亚冰川
- 美国有16个州有哥伦比亚市、镇
- 美国和加拿大有多个哥伦比亚县、高地、车站、海滩、等等
- 美国的哥倫比亞廣播公司、哥倫比亞電影公司等多家公司
- 美国的哥伦比亚大学和多家哥伦比亚学院
- 美国太空总署的哥倫比亞號太空梭、阿波罗11号的指挥舱哥伦比亚
- 美国和加拿大的多艘军舰和多辆火车以哥伦比亚命名

## 和西語地區的区别
南美洲有一個國家也叫做哥伦比亚，但在英文、西班牙文和很多拉丁字母语言中，南美洲的共和国哥伦比亚的拼法是，而英语圈的哥伦比亚是，所以他們并不相同。不过，中文音译之后都写作“哥伦比亚”，两词均源于航海家哥伦布的名字。

## 相關
- 花旗 - 美國国旗的別稱